# بیورتون (اورگن)
بیورتون (به انگلیسی: Beaverton) شهری در شهرستان واشینگتن ایالت اورگن است و در سرشماری سال ۲۰۱۱ میلادی، ۹۰٬۸۳۵ نفر جمعیت داشته که نسبت به سال ۲۰۱۰، ۱٫۱۵+ درصد رشد جمعیت داشته‌است.